# Sejh Abd el-Kurna
Sejh Abd el-Kurna (شيخ عبدالقرنة) a thébai nyugati parton található nekropolisz Egyiptomban. Itt található egy helyen a legtöbb ókori egyiptomi nemesi sír.

## Ismertebb sírok
- TT21 – Uszer, I. Thotmesz írnoka és háznagya
- TT22 – Wah sírja, később Meriamon kisajátította
- TT23 – Tjai[1]
- TT30 – Honszumosze, Ámon kincstárnoka a ramesszida korban
- TT31 – Honszu
- TT38 – Dzseszerkarészeneb, Ámon magtárának írnoka
- TT41 – Amenemopet, más néven Ipi, Ámon templomának fő háznagya
- TT42 – Amenmosze, a csapatok parancsnoka, a király képviselője Retjenuban
- TT43 – Noferronpet, a fáraó konyhájának (vagy raktárainak) felügyelője
- TT44 – Amenemheb, Ámon wab-papja
- TT45 – Dzsehuti, Meri Ámon-főpap háznagya
- TT46 – Ramosze, Aton palotájának háznagya, legyezőhordozó a király jobbján, Felső- és Alsó-Egyiptom magtárainak felügyelője
- TT51 – Uszerhat, más néven Noferhabef
- TT52 – Naht, csillagász
- TT55 – Ramosze, vezír III. Amenhotep alatt
- TT57 – Haemhat, más néven Mahu
- TT66 – Hapu
- TT69 – Menna
- TT71 – Szenenmut (nem használt sír)
- TT83 – Amethu, más néven Jahmesz
- TT96 – Szennofer
- TT100 – Rehmiré
- TT120 – Anen
- TT170 – Nebmehit, a Ramesszeum újoncainak írnoka Ámon birtokán
- TT171 – ismeretlen
- TT224 – Jahmesz Humai, az isten felesége birtokának felügyelője, Ahmesz-Nofertarinak, az isten feleségének magtárfelügyelője
- TT225 – ismeretlen / talán Amenemhat, Hathor főpapja
- TT226 – Hekaresu írnok, a királyi nevelők felügyelője
- TT227 – ismeretlen
- TT228 – Amen(em)mosze, Ámon kincstárának írnoka
- TT229 – ismeretlen
- TT230 – Men (?), a fáraó csapatainak írnoka
- TT249 – Noferronpet, III. Amenhotep templomának datolya- és süteménybeszállítója
- TT251 – Amenmosze királyi írnok, Ámon jószágainak felügyelője, Ámon raktárainak felügyelője
- TT252 – Szenimen, háznagy, Nofruré hercegnő dajkája
- TT259 – Hori wab-pap, Ámon birtoka emlékműveinek írnoka, Ámon birtoka aranyházának munkásainak felügyelője
- TT263 – Piai, Ámon birtoka magtárának írnoka, a Ramesszeum feljegyzéseinek írnoka
- TT269 – Ismeretlen
- TT280 – Meketré kancellár, fő háznagy
- TT309 – ismeretlen
- TT317 – Dzsehutinofer, Ámon áldozati gabonája magtárának írnoka
- TT318 – Amenmosze, nekropoliszi munkás
- TT331 – Penniut, más néven Szunero, Montu főpapja
- TT343 – Benia
- TT367 – Paszer, az íjászok elöljárója, a Kap gyermeke, őfelsége társa
- TT368 – Amenhotep Hui, Ámon szobrászainak felügyelője Thébában
- TT384 – Nebmehit, Ámon főpapja a Ramesszeumban
- TT385 – Hunofer, Théba polgármestere, Ámon áldozati magtárának felügyelője
- TT391 – Karabaszken, Honszuemuaszet-Noferhotep prófétája, Ámon negyedi prófétája, Théba polgármestere
- TT403 – Merimaat templomi írnok, háznagy